# 保戸野原の町
保戸野原の町（ほどのはらのまち）は秋田県秋田市の町。郵便番号は010-0904。住居表示実施済み地区。

## 地理
秋田市の中央部、保戸野地域の中でも中部に位置する。町域内中央の広い範囲を秋田大学保戸野キャンパス（附属幼稚園・小学校・中学校・特別支援学校）が占め、「四校園」と通称されている。四校園の東は古くからの住宅地、西側は新興住宅地となっている。南東に秋田保戸野郵便局、北東に秋田生鮮市場保戸野店がある。
北東は保戸野八丁、南東は保戸野中町、南は保戸野すわ町、西は保戸野千代田町、北は泉南三丁目に隣接する。

## 歴史
町名の由来は、旧字名のうち原ノ町から。

### 沿革
- 1905年（明治38年）8月1日 - 南秋田郡旭川村より保戸野字原ノ町を分割し、秋田市へ編入する。
- 1930年（昭和5年）4月30日 - 秋田県師範学校が手形字深田から保戸野字原ノ町へ移転する。
- 1943年（昭和18年）4月1日 - 秋田県師範学校と秋田県女子師範学校が統合され、秋田師範学校が設置される。保戸野字原ノ町の校地は秋田師範学校男子部となる。
- 1949年（昭和24年）5月31日 - 秋田師範学校、秋田青年師範学校、秋田鉱山専門学校を合わせて秋田大学が設置される。保戸野字原ノ町の旧秋田師範学校地に学芸学部（本部）が設置される。
- 1963年（昭和38年）10月 - 秋田大学学芸学部が保戸野字原ノ町から手形字深田（1930年までの秋田県師範学校所在地）へ移転する。
- 1966年（昭和41年）4月1日 - 住居表示実施に伴い、保戸野字原ノ町などが廃止され、保戸野原の町が設置される。

### 町名の変遷
特記のないものはすべて住居表示実施に伴う変更。
| 実施後       | 実施年月日      | 実施前（各町・字ともその一部）              | 備考         |
| ------------ | --------------- | ------------------------------------------- | ------------ |
| 保戸野原の町 | 昭和41年4月1日  | 泉字下ノ町 いずみ あざしたのまち            |              |
| 保戸野原の町 | 平成11年10月1日 | 泉字下ノ町 いずみ あざしたのまち            |              |
| 保戸野原の町 | 昭和41年4月1日  | 泉字八丁 いずみ あざはっちょう              |              |
| 保戸野原の町 | 昭和41年4月1日  | 保戸野字阿弥陀田 ほどの あざあみだでん      |              |
| 保戸野原の町 | 昭和41年4月1日  | 保戸野字新川境 ほどの あざしんかわさかい    |              |
| 保戸野原の町 | 昭和41年4月1日  | 保戸野字原ノ町 ほどの あざはらのまち        |              |
| 保戸野原の町 | 昭和41年4月1日  | 保戸野愛宕町 ほどのあたごまち               |              |
| 保戸野原の町 | 昭和41年4月1日  | 保戸野愛宕町西丁 ほどのあたごまちにしちょう |              |
| 保戸野原の町 | 平成11年10月1日 | 保戸野すわ町 ほどのすわちょう               | 住居表示変更 |

| 実施後         | 実施年月日      | 実施前       | 備考         |
| -------------- | --------------- | ------------ | ------------ |
| 保戸野千代田町 | 平成11年10月1日 | 保戸野原の町 | 住居表示変更 |

## 世帯数と人口
2016年（平成28年）10月1日現在の世帯数と人口は以下の通りである。
| 町丁         | 世帯数  | 人口  |
| ------------ | ------- | ----- |
| 保戸野原の町 | 288世帯 | 647人 |

## 交通

### 鉄道
町内に鉄道路線はない。最寄駅は中通七丁目にあるJR東日本奥羽本線・羽越本線・秋田新幹線の秋田駅。

### バス
- 秋田中央交通
  - （千秋トンネルノースアジア大学線） - 附属校園前 -
  - （楢山大回り線） - 原の町 -
  - （泉山王環状線） - 原の町 - 保戸野八丁 -
  - （神田旭野線） - 原の町 - 保戸野八丁 -
  - （臨海営業所発 神田旭野線） - 泉ななかまど通り -
  - （神田土崎線） - 原の町 - 保戸野八丁 -
  - （添川線） - 原の町 - 保戸野八丁 -
  - （泉ハイタウン線） - 千代田町 -

### 道路
- 秋田県道233号土崎港秋田線（原の町通り）
- 保戸野学園通り
- 泉ななかまど通り

## 施設
- 秋田大学保戸野キャンパス
  - 秋田大学教育文化学部附属幼稚園
  - 秋田大学教育文化学部附属小学校
  - 秋田大学教育文化学部附属中学校
  - 秋田大学教育文化学部附属特別支援学校
- 秋田保戸野郵便局
- 原の町公民館
- しかま医院
- 秋田生鮮市場保戸野店

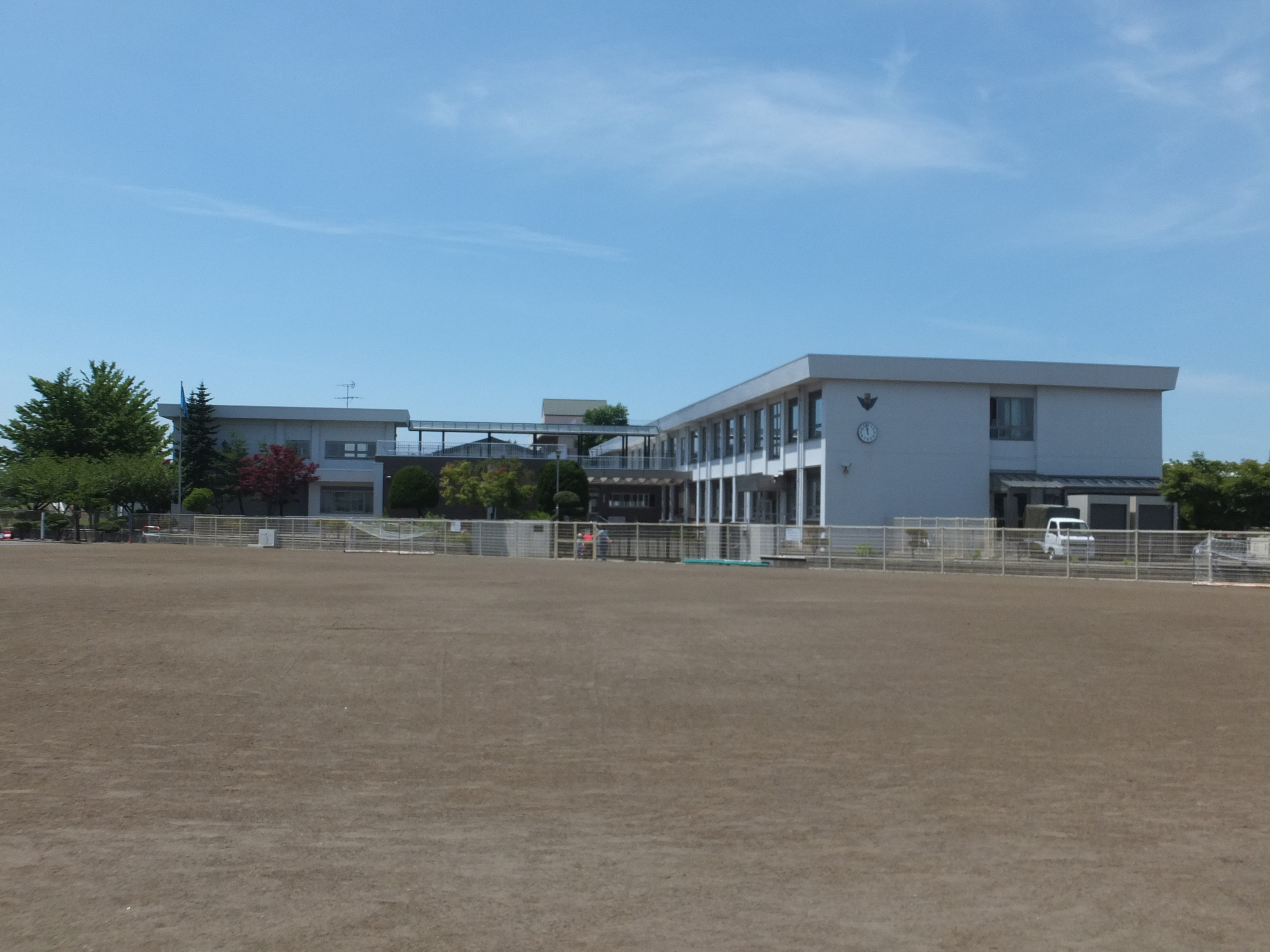
秋田大学教育文化学部附属特別支援学校
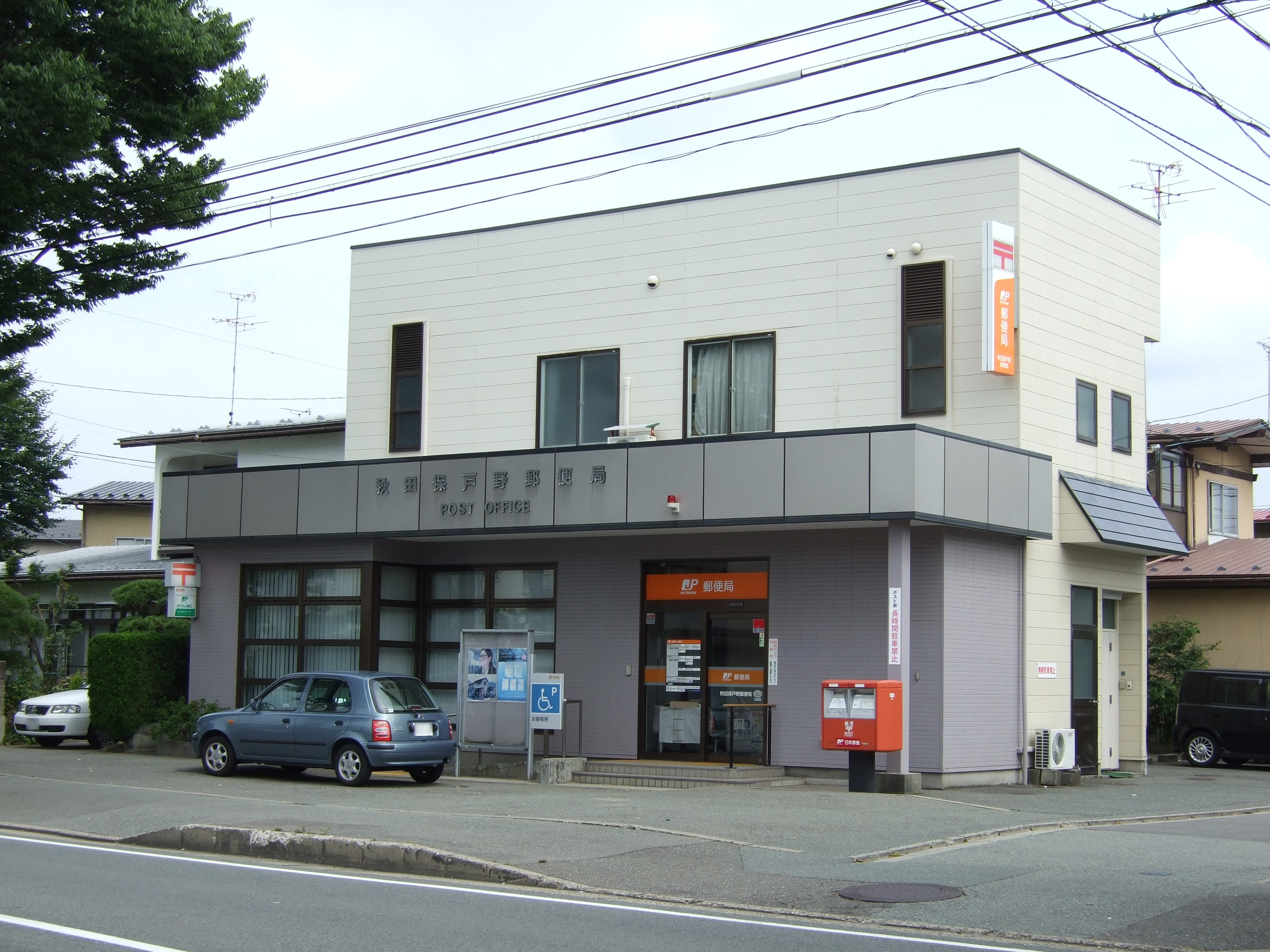
秋田保戸野郵便局
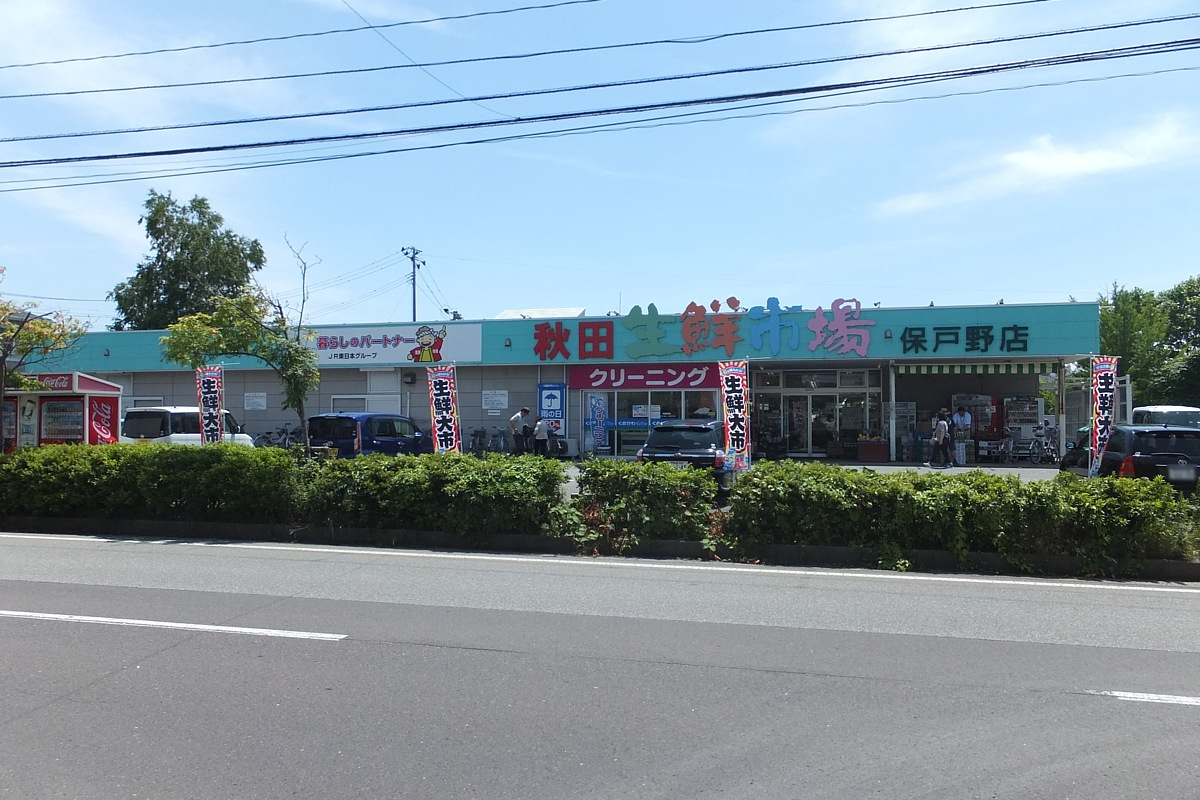
秋田生鮮市場保戸野店